# Houssay (Mayenne)
Houssay ist eine französische Gemeinde mit 496 Einwohnern (Stand: 1. Januar 2022) im Département Mayenne in der Region Pays de la Loire; sie gehört zum Arrondissement Château-Gontier und zum Kanton Château-Gontier-sur-Mayenne-1. Die Einwohner der Gemeinde werden Houssayens genannt.

## Geographie
Houssay liegt etwa 23 Kilometer südsüdöstlich von Laval an der Mayenne. Umgeben wird Houssay von den Nachbargemeinden Origné im Norden, Villiers-Charlemagne im Osten, La Roche-Neuville im Osten und Südosten sowie Quelaines-Saint-Gault im Westen.

## Bevölkerungsentwicklung
| Jahr                       | 1962 | 1968 | 1975 | 1982 | 1990 | 1999 | 2006 | 2019 |
| -------------------------- | ---- | ---- | ---- | ---- | ---- | ---- | ---- | ---- |
| Einwohner                  | 456  | 398  | 349  | 334  | 333  | 363  | 388  | 499  |
| Quellen: Cassini und INSEE |      |      |      |      |      |      |      |      |

## Sehenswürdigkeiten
- Kirche Saint-Hilaire aus dem 19. Jahrhundert

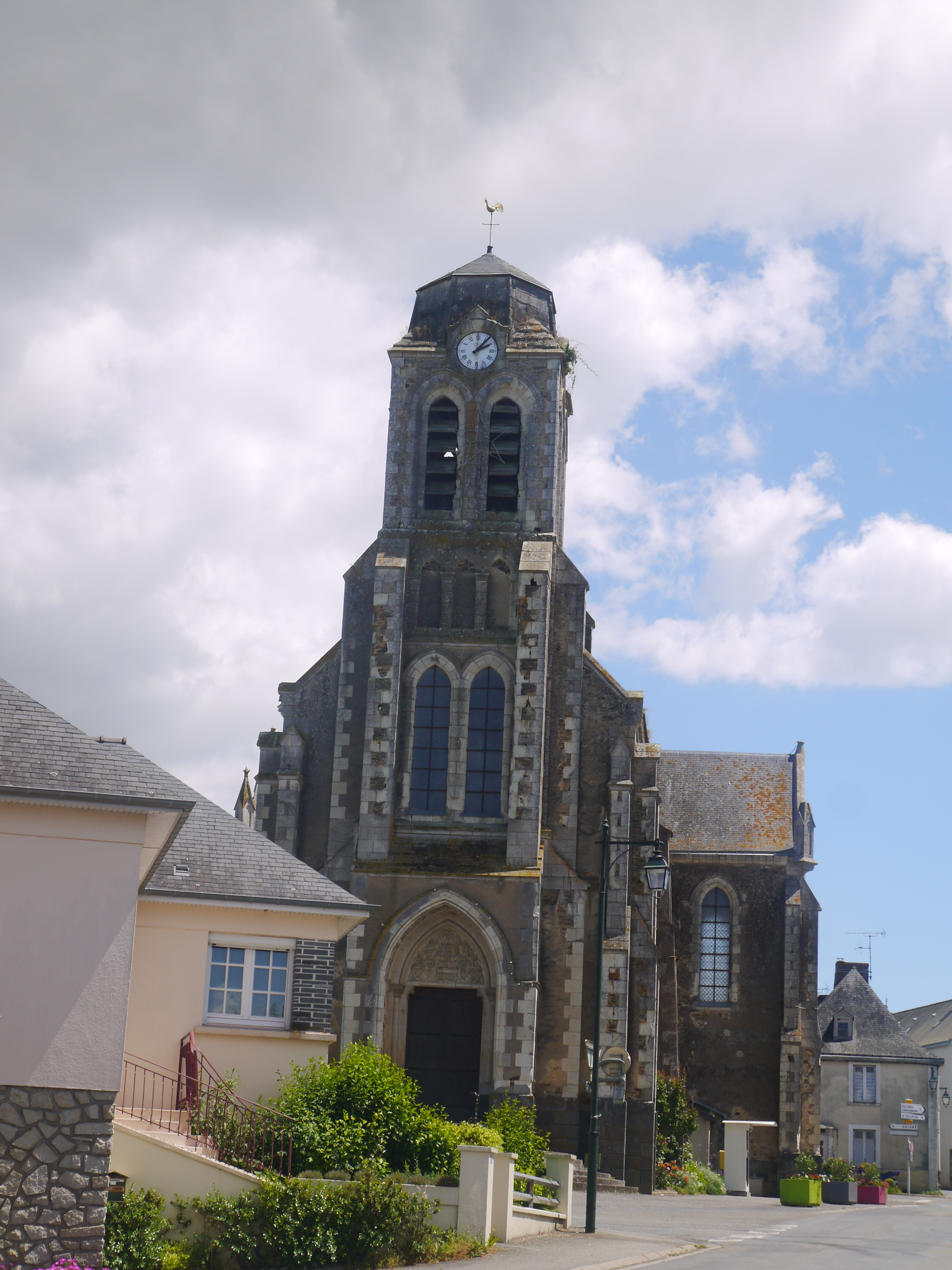
Kirche Saint-Hilaire